# Tous flics !
Pour plus de détails, voir Fiche technique et Distribution.
Tous flics ! est une comédie satirique française réalisée par Jean-Pierre Mocky et sortie en 2022. 
Il s'agit du dernier long métrage de Jean-Pierre Mocky, présenté à titre posthume au Festival du film francophone d'Angoulême le 25 août 2022, le réalisateur étant décédé le 8 août 2019.

## Fiche technique
- Titre original français : Tous flics ![1]
- Réalisation : Jean-Pierre Mocky
- Scénario : Jean-Pierre Mocky
- Photographie : Jean-Paul Sergent
- Montage : Antoine Delelis
- Société de production : Mocky Delicious Products
- Pays d'origine :  France
- Langue originale : français
- Format : couleurs - 2,39:1
- Genre : comédie satirique
- Durée : 76 minutes
- Dates de sortie :
  - France : 25 août 2022 (Festival du film francophone d'Angoulême) ; 13 septembre 2023 (sortie nationale)
  - Suisse : 10 novembre 2022 (Festival du film de Genève)

## Distribution
- Jean-Pierre Mocky : Alex
- Grace de Capitani : Roxane
- Noël Simsolo : Cardinal
- Muriel Montossey : Eva
- Loïc Guingand : Maxime, Ministre de l'intérieur
- Olivier Hémon : Le maire
- Martin Daquin : Noé
- Alex Durocasse : Le reporter
- Jean-Paul Delvor : Curé Bernis
- Husky Kihal : Isaac
- Lionel Laget : Siegfried
- Emmanuel Nakach : Roger
- Paméla Ravassard : Denise
- Michel Vivier : Le cafetier